# Katy Kurtzman
Katy Kurtzman (Washington, 16 settembre 1965) è un'attrice statunitense.

## Filmografia parziale

### Cinema
- God, Sex & Apple Pie, regia di Paul Leaf (1998)
- Congiura mortale (Out in Fifty), regia di Bojesse Christopher e Scott Anthony Leet (1999)

### Televisione
- ABC Afterschool Specials - un episodio (1977)
- Mulligan's Stew - 2 episodi (1977)
- La casa nella prateria (Little House on the Prairie) - 2 episodi (1977, 1978)
- Fantasilandia (Fantasy Island) - un episodio (1978)
- L'uomo di neve (When Every Day Was the Fourth of July) - film TV (1978)
- Le nuove avventure di Heidi (The New Adventures of Heidi) - film TV (1978)
- Long Journey Back - film TV (1978)
- Donovan's Kid - film TV (1979)
- Disneyland - 3 episodi (1978-1979)
- Love Boat (The Love Boat) - un episodio (1979)
- Diario di una giovane autostoppista (Diary of a Teenage Hitchhiker) - film TV (1979)
- Dynasty - 15 episodi (1981)
- Allison Sydney Harrison - film TV (1983)
- Squadra Med - Il coraggio delle donne (Strong Medicine) - un episodio (2004)
- Grey's Anatomy - un episodio (2013)